# Arrondissement Albi
Das Arrondissement Albi (französisch Arrondissement d'Albi; okzitanisch Arrondiment d'Albi) ist eine Verwaltungseinheit im französischen Département Tarn innerhalb der Region Okzitanien. Verwaltungssitz (Präfektur) ist Albi.
Im Arrondissement liegen zwölf Wahlkreise (Kantone) und 163 Gemeinden.

## Wahlkreise
- Kanton Albi-1
- Kanton Albi-2
- Kanton Albi-3
- Kanton Albi-4
- Kanton Carmaux-1 Le Ségala
- Kanton Carmaux-2 Vallée du Cérou
- Kanton Les Deux Rives
- Kanton Gaillac
- Kanton Le Haut Dadou (mit 21 von 25 Gemeinden)
- Kanton Les Portes du Tarn (mit 2 von 10 Gemeinden)
- Kanton Saint-Juéry
- Kanton Vignobles et Bastides

## Gemeinden
Die Gemeinden des Arrondissements Albi sind:
| 1. Alban (81003)                     | 2. Albi (81004)                      | 3. Almayrac (81008)               | 4. Alos (81007)                       |
| 5. Amarens (81009)                   | 6. Ambialet (81010)                  | 7. Andillac (81012)               | 8. Andouque (81013)                   |
| 9. Arthès (81018)                    | 10. Assac (81019)                    | 11. Aussac (81020)                | 12. Beauvais-sur-Tescou (81024)       |
| 13. Bellegarde-Marsal (81026)        | 14. Bernac (81029)                   | 15. Blaye-les-Mines (81033)       | 16. Bournazel (81035)                 |
| 17. Brens (81038)                    | 18. Broze (81041)                    | 19. Cadalen (81046)               | 20. Cadix (81047)                     |
| 21. Cagnac-les-Mines (81048)         | 22. Cahuzac-sur-Vère (81051)         | 23. Cambon (81052)                | 24. Campagnac (81056)                 |
| 25. Carlus (81059)                   | 26. Carmaux (81060)                  | 27. Castanet (81061)              | 28. Castelnau-de-Lévis (81063)        |
| 29. Castelnau-de-Montmiral (81064)   | 30. Cestayrols (81067)               | 31. Combefa (81068)               | 32. Cordes-sur-Ciel (81069)           |
| 33. Coufouleux (81070)               | 34. Courris (81071)                  | 35. Crespin (81072)               | 36. Crespinet (81073)                 |
| 37. Cunac (81074)                    | 38. Curvalle (81077)                 | 39. Dénat (81079)                 | 40. Donnazac (81080)                  |
| 41. Fauch (81088)                    | 42. Faussergues (81089)              | 43. Fayssac (81087)               | 44. Fénols (81090)                    |
| 45. Florentin (81093)                | 46. Fraissines (81094)               | 47. Frausseilles (81095)          | 48. Fréjairolles (81097)              |
| 49. Gaillac (81099)                  | 50. Grazac (81106)                   | 51. Itzac (81108)                 | 52. Jouqueviel (81110)                |
| 53. La Sauzière-Saint-Jean (81279)   | 54. Labarthe-Bleys (81111)           | 55. Labastide-de-Lévis (81112)    | 56. Labastide-Gabausse (81114)        |
| 57. Labessière-Candeil (81117)       | 58. Laboutarie (81119)               | 59. Lacapelle-Pinet (81122)       | 60. Lacapelle-Ségalar (81123)         |
| 61. Lagrave (81131)                  | 62. Lamillarié (81133)               | 63. Laparrouquial (81135)         | 64. Larroque (81136)                  |
| 65. Lasgraisses (81138)              | 66. Le Dourn (81082)                 | 67. Le Fraysse (81096)            | 68. Le Garric (81101)                 |
| 69. Le Riols (81224)                 | 70. Le Ségur (81280)                 | 71. Le Sequestre (81284)          | 72. Le Verdier (81313)                |
| 73. Lédas-et-Penthiès (81141)        | 74. Les Cabannes (81045)             | 75. Lescure-d’Albigeois (81144)   | 76. Lisle-sur-Tarn (81145)            |
| 77. Livers-Cazelles (81146)          | 78. Lombers (81147)                  | 79. Loubers (81148)               | 80. Loupiac (81149)                   |
| 81. Mailhoc (81152)                  | 82. Marnaves (81154)                 | 83. Marssac-sur-Tarn (81156)      | 84. Massals (81161)                   |
| 85. Mézens (81164)                   | 86. Milhars (81165)                  | 87. Milhavet (81166)              | 88. Miolles (81167)                   |
| 89. Mirandol-Bourgnounac (81168)     | 90. Monestiés (81170)                | 91. Montans (81171)               | 92. Montauriol (81172)                |
| 93. Montdurausse (81175)             | 94. Montels (81176)                  | 95. Montgaillard (81178)          | 96. Montirat (81180)                  |
| 97. Montrosier (81184)               | 98. Montvalen (81185)                | 99. Moularès (81186)              | 100. Mouzieys-Panens (81191)          |
| 101. Mouzieys-Teulet (81190)         | 102. Noailles (81197)                | 103. Orban (81198)                | 104. Padiès (81199)                   |
| 105. Pampelonne (81201)              | 106. Parisot (81202)                 | 107. Paulinet (81203)             | 108. Penne (81206)                    |
| 109. Peyrole (81208)                 | 110. Poulan-Pouzols (81211)          | 111. Puycelsi (81217)             | 112. Puygouzon (81218)                |
| 113. Rabastens (81220)               | 114. Réalmont (81222)                | 115. Rivières (81225)             | 116. Roquemaure (81228)               |
| 117. Rosières (81230)                | 118. Rouffiac (81232)                | 119. Roussayrolles (81234)        | 120. Saint-André (81240)              |
| 121. Saint-Beauzile (81243)          | 122. Saint-Benoît-de-Carmaux (81244) | 123. Saint-Christophe (81245)     | 124. Saint-Cirgue (81247)             |
| 125. Sainte-Cécile-du-Cayrou (81246) | 126. Sainte-Croix (81326)            | 127. Sainte-Gemme (81249)         | 128. Saint-Grégoire (81253)           |
| 129. Saint-Jean-de-Marcel (81254)    | 130. Saint-Juéry (81257)             | 131. Saint-Julien-Gaulène (81259) | 132. Saint-Marcel-Campes (81262)      |
| 133. Saint-Martin-Laguépie (81263)   | 134. Saint-Michel-de-Vax (81265)     | 135. Saint-Michel-Labadié (81264) | 136. Saint-Urcisse (81272)            |
| 137. Saliès (81274)                  | 138. Salles (81275)                  | 139. Salvagnac (81276)            | 140. Saussenac (81277)                |
| 141. Senouillac (81283)              | 142. Sérénac (81285)                 | 143. Sieurac (81287)              | 144. Souel (81290)                    |
| 145. Taïx (81291)                    | 146. Tanus (81292)                   | 147. Tauriac (81293)              | 148. Técou (81294)                    |
| 149. Teillet (81295)                 | 150. Terre-de-Bancalié (81233)       | 151. Terssac (81297)              | 152. Tonnac (81300)                   |
| 153. Tréban (81302)                  | 154. Trébas (81303)                  | 155. Trévien (81304)              | 156. Valderiès (81306)                |
| 157. Valence-d’Albigeois (81308)     | 158. Vaour (81309)                   | 159. Vieux (81316)                | 160. Villefranche-d’Albigeois (81317) |
| 161. Villeneuve-sur-Vère (81319)     | 162. Vindrac-Alayrac (81320)         | 163. Virac (81322)                |                                       |

## Ehemalige Gemeinden seit der landesweiten Neuordnung der Kantone
bis 2018: Roumégoux, Ronel, Terre-Clapier, Le Travet, Saint-Antonin-de-Lacalm, Saint-Lieux-Lafenasse
bis 2016: Labastide-Dénat
bis 2015: Bellegarde, Marsal